# Amiga 2000
Amiga 2000 är en dator tillverkad av det amerikanska företaget Commodore. Den började säljas år 1987 och har en 32-bitars 68000-CPU tillverkad av Motorola. Den första revisionen 4.0, även kallad "A2000-A", som konstruerades och byggdes i Västtyskland, är i princip en Amiga 1000 med Zorro- och ISA-slottar, medan senare revisioner, ofta kallade "B2000", konstruerades från grunden i USA (av Dave Haynie och Terry Fisher) och bygger till stora delar på Amiga 500. Amiga 2000 har fem expansionsplatser med Zorrobuss och fyra ISA-platser, varav två överlappar med Zorroplatser så att ett BridgeBoard kan anslutas till båda bussarna. Datorn har en stor låda för att möjliggöra utbyggnad.